# Enfidha Airport
Enfidha Airport (NBE), også kaldet Enfidha-Hammamet International Airport, er Tunesiens nyeste lufthavn og hed oprindeligt Enfidha – Zine El Abidine Ben Ali International Airport, opkaldt efter den tidligere flygtede præsident, Zine El Abidine Ben Ali . 
Den nye lufthavn ved Enfidha er moderne og afløser den forældede Monastir Airport (MIR) i Monastir. 
Lufthavnen ligger ca. 45 km nord for Sousse tæt på jernbanen Tunis-Sousse.
36°4′33″N 10°26′19″Ø / 36.07583°N 10.43861°Ø